# Bad Friedrichshall Hauptbahnhof
Bad Friedrichshall Hauptbahnhof ist der größte und wichtigste Bahnhof der baden-württembergischen Stadt Bad Friedrichshall. Der einzige Hauptbahnhof im Landkreis Heilbronn ist ein regional bedeutender Eisenbahnknotenpunkt und ehemaliger württembergisch-badischer Grenzbahnhof. Außerdem ist er Rangierbahnhof für die Audi AG.
Im Bad Friedrichshaller Hauptbahnhof zweigen heute die Elsenz- und die Neckartalbahn von der Frankenbahn ab. Bis 1993 hatte die Untere Kochertalbahn hier ihren Ausgangspunkt.
Bis zum 15. Mai 1935 hieß der Bahnhof Jagstfeld, bis zum 13. Dezember 2014 Bad Friedrichshall-Jagstfeld.

## Lage
Der Bad Friedrichshaller Hauptbahnhof liegt rund 800 Meter westlich des Stadtzentrums und des Rathauses der Stadt Bad Friedrichshall. Im Westen ist der Bahnhof durch das Gewerbegebiet Salinenstraße (dem ehemaligen Gebiet der Saline Friedrichshall) und den Neckar, im Norden durch die Überführung der Bundesstraße 27 begrenzt. Die Anschrift des Bahnhofs lautet Jagstfelder Straße 99.
Die Bad Friedrichshaller Stadtteile Jagstfeld, Kochendorf und Hagenbach befinden sich in der Tarifzone 32 des Verkehrsverbundes Heilbronner Hohenloher Haller Nahverkehr, auf deren Grenze sich auch der Bad Friedrichshaller Hauptbahnhof (mit separater Tarifzone 142) befindet, ist jedoch auch durch Übergangsregelungen mit Fahrkarten des Verkehrsverbundes Rhein-Neckar erreichbar.

## Geschichte
Die Königlich Württembergischen Staats-Eisenbahnen (K.W.St.E) eröffneten den Bahnhof 1866 für den damals selbstständigen Ort Jagstfeld an der Unteren Jagst- und Neckarbahn von Heilbronn nach Osterburken. Diese Strecke ist heute Teil der Frankenbahn. Die Großherzoglich Badischen Staatseisenbahnen (BadStB) schufen 1869 mit der Westlichen Gabelbahn über Meckesheim den Anschluss in Richtung Heidelberg, 1879 zusätzlich mittels der Neckartalbahn über Neckarelz und Eberbach nach Heidelberg. Damit wurde Jagstfeld zum Grenzbahnhof.
Das Bahnhofsgebäude befand sich in Insellage zwischen den Gleisanlagen beider Länderbahn-Gesellschaften. Auf der Ostseite waren die Bahnanlagen für die württembergischen Züge Richtung Heilbronn–Stuttgart und Osterburken–Würzburg. Auf der westlichen Seite wurden die badischen Züge abgefertigt, die entweder entlang der Neckartalstrecke Richtung Neckarelz fuhren oder in einer Westkurve im nördlichen Gleisvorfeld – wie auch heute noch – auf die Strecke der Elsenztalbahn einschwenkten, die den Neckar mit einer Brücke überquert und dessen Tal weiter Richtung Westen verlässt. Beide Strecken treffen erst wieder in Neckargemünd zusammen.
Neben dem gemeinschaftlichen Empfangsgebäude gab es in Jagstfeld im 19. Jahrhundert je einen württembergischen und einen badischen Güter- und Lokschuppen, eine Halle, um Güter zwischen den Wagen beider Bahnverwaltungen umladen zu können, sowie eine badische Wagenremise. Zusätzlich entstanden Wohngebäude für württembergische und für badische Eisenbahnbeamte.
Ab 1907 war der Bahnhof Endpunkt der privaten Stichstrecke nach Neuenstadt am Kocher, die 1913 nach Ohrnberg verlängert wurde. Der Bauherr und Betreiber, die Württembergische Eisenbahn-Gesellschaft (WEG) verfügte zunächst über einen eigenen Bahnsteig und Gleisanlagen gegenüber dem Bahnhofsgebäude, das mit einer Fußgängerbrücke angebunden war. Für die Übergabe von Güterwagen gab es Verbindungsgleise, die in die Gleise der K.W.St.E. mündeten.
Mit dem Zusammenschluss der Länderbahnen zur Deutschen Reichsbahn (DR) im Jahr 1920 entfiel die Funktion als Grenzbahnhof. Der Ort Jagstfeld wurde 1933 mit dem Nachbarort Kochendorf zu Bad Friedrichshall vereinigt, der Bahnhof erhielt in Folge am 15. Mai 1935 den Doppelnamen Bad Friedrichshall-Jagstfeld. Mit der Eingemeindung von Untergriesheim 1975 kam mit dem dortigen Bahnhof ein dritter Bahnhof in Bad Friedrichshall hinzu.
Die 1957 im Jagstfelder Bahnhof in Betrieb genommenen Gebäude der elektromechanischen Stellwerke (Bauart E43/50) wurden von Hellmut Kasel entworfen.
Seit 1997 ist der Bahnhof in den Heilbronner Hohenloher Haller Nahverkehrsverbund (H3NV) integriert. In Richtung Heidelberg besteht ein Übergangstarif zum Verkehrsverbund Rhein-Neckar (VRN).
Im Januar 2013 wurde bekannt, dass die Stadt Bad Friedrichshall das Bahnhofsgebäude Jagstfeld der Deutschen Bahn abkaufen werde.
Zum turnusgemäßen Fahrplanwechsel 2014/2015 am 14. Dezember 2014 wurde die Heilbronner Stadtbahnverbindung Nord von der Heilbronner Innenstadt über Neckarsulm und Bad Friedrichshall nach Mosbach-Neckarelz bzw. Sinsheim (Elsenz) in Betrieb genommen. Die Durchbindung der Züge nach Sinsheim wurde wegen Verzögerungen bei einer Brückenerneuerung in Bad Wimpfen erst Mitte 2015 möglich. Bis dahin verkehrten die Züge der Linie S42 nur zwischen Heilbronn, Neckarsulm und Bad Friedrichshall. Zeitgleich wurde der Bahnhof Bad Friedrichshall-Jagstfeld in Bad Friedrichshall Hbf umbenannt und aus der damaligen Bahnhofskategorie 4 (seit 2017: Preisklasse) zur Kategorie 3 aufgewertet.

## Empfangsgebäude

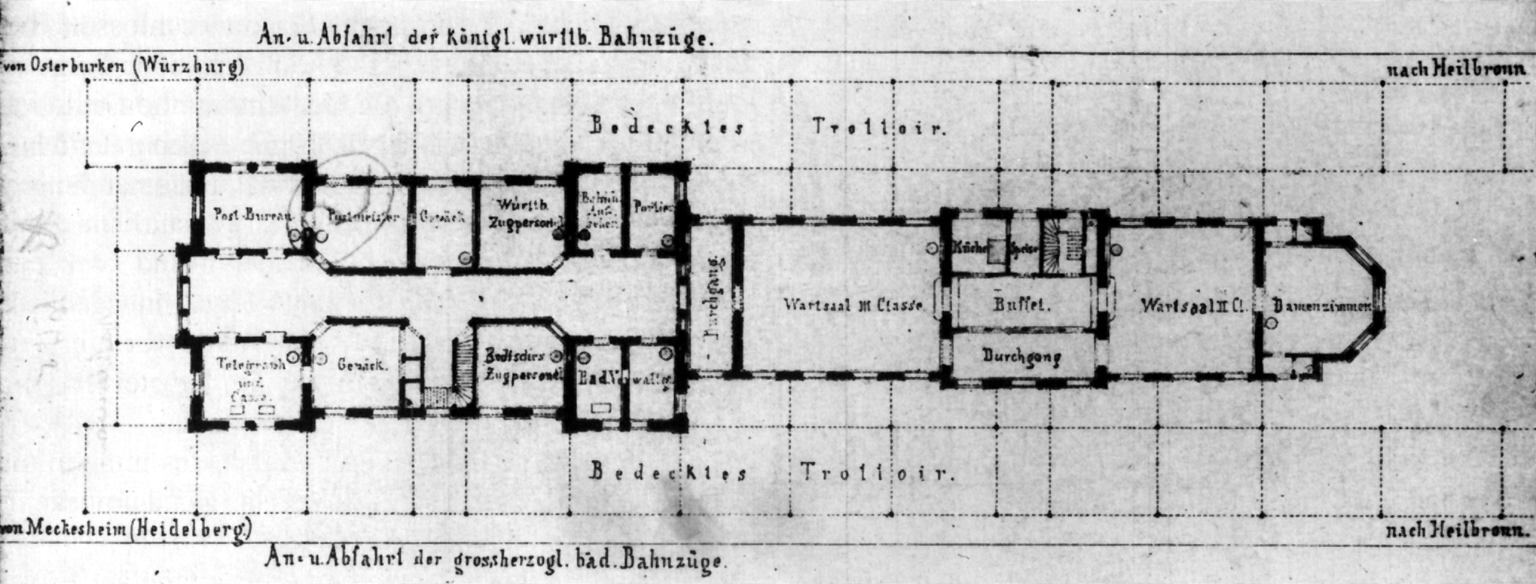
Grundriss des ersten Empfangsgebäudes von 1867 mit württembergischer und badischer Seite

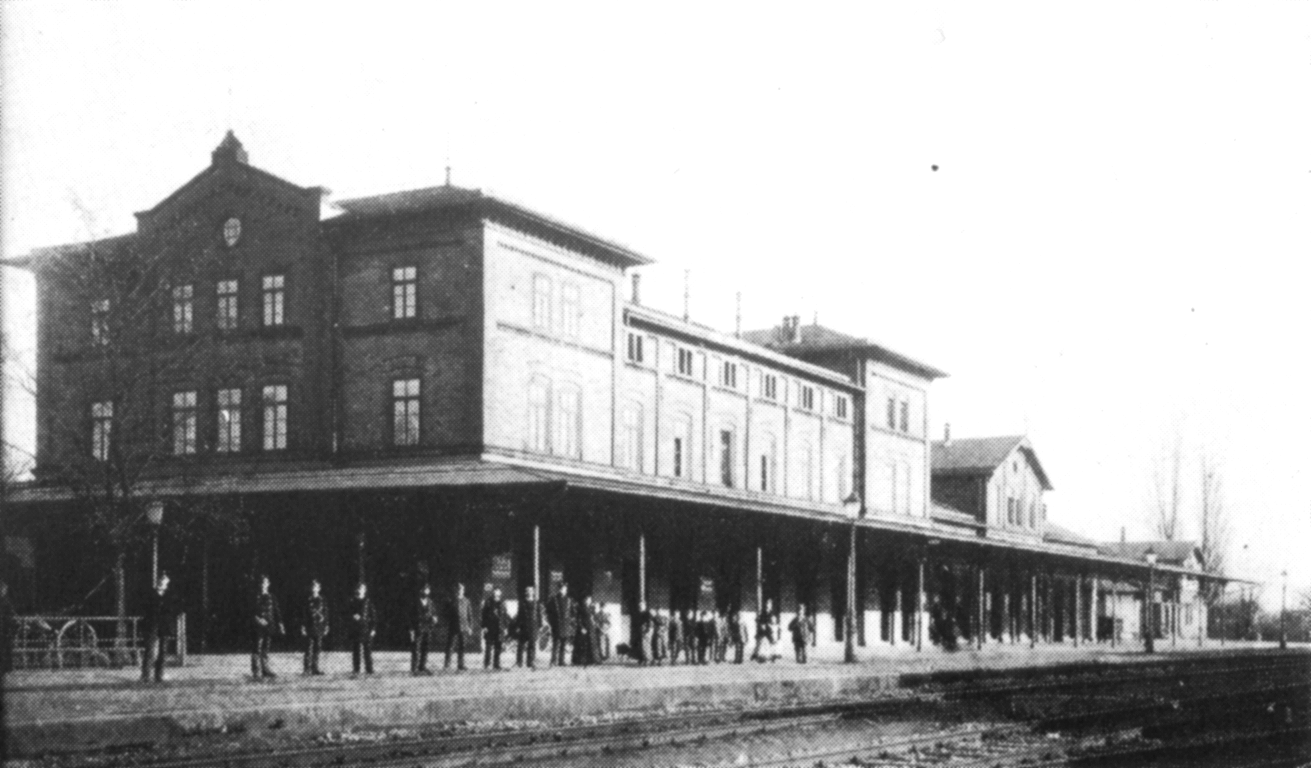
Erstes Empfangsgebäude, Ansicht von Nordwest (1909)

Das erste Empfangsgebäude wurde 1867 fertig gestellt und war ein typisches Werk von Carl Julius Abel, dem Erbauer der Strecke Heilbronn–Jagstfeld. Der Bau aus Werkstein im Erdgeschoss und Backstein in den oberen Stockwerken bestand aus zwei Teilen. Der nördliche war zweieinhalbstöckig mit dreistöckigen Kopfbauten. Sein Erdgeschoss war dem Bahnpersonal beider Staaten vorbehalten. Der südliche Teil war deutlich schmaler und anderthalbgeschossig mit einem zweigeschossigen Mittelbau quer zu den Bahnsteigen. Hier befanden sich die Wartesäle. Den nördlichen Abschluss des Bahnhofsgebäudes prägte ein Mittelrisalit, die Südseite war ähnlich einer Apsis halbkreisförmig abgeschlossen. Das Bahnhofsgebäude brannte am 19. März 1945 durch einen Bombenangriff auf den Bahnhof vollständig aus.
Bis 1955 entstand durch Emil Schuh, auf dessen Entwurf auch der Heilbronner Hauptbahnhof von 1958 zurückgeht, ein Neubau an der Stelle des WEG-Bahnsteiges. Die Züge der Unteren Kochertalbahn nutzten seitdem die DB-Anlagen mit. Das neue Bahnhofsgebäude lag neben der parallel verlaufenden, zwischenzeitlich in Hochlage verlaufenden Bundesstraße 27. Der dreiteilige Gebäudekomplex setzt sich aus zwei Kopfbauten und einer dazwischen liegenden langen eingeschossigen Halle zusammen. Der nördliche Kopfbau wird durch seine monumentale Säulenvorhalle geprägt, die dem öffentlichen Eingang zum Bahnhof vorgelagert war. In ihm befand sich früher die Gepäckabfertigung. Der südliche Kopfbau ist dreigeschossig und bot im Erdgeschoss Raum für Gastronomie, in den oberen Stockwerken befanden sich Wohnungen.
Nachdem das Empfangsgebäude 2014 von der DB Netz AG an eine Infrastruktur- und Entwicklungsgesellschaft in Frankfurt veräußert wurde, soll das Gebäude nun saniert und instand gesetzt werden. Besonders der Service und Komfort für die Reisenden soll verbessert werden. Dafür soll die großzügige Bahnhofsempfangshalle wieder geöffnet werden, öffentliche WC-Anlagen sowie zwei Shops und ein Imbiss eingerichtet werden. Ein entsprechender Bauantrag wurde im September 2017 eingereicht.

## Einrichtungen

### Gleisanlagen
Der Hauptbahnhof verfügt über umfangreiche Gleisanlagen, auf denen neben dem Personenverkehr auch viele Güterzüge die Stadt passieren.
Die westlichen Gleise (12, 13, 14, 15, 16, 116, 117, 118, 119 und 120 sowie Gleis 8 am Bahnsteig 3) sind ausschließlich dem Güterverkehr vorbehalten.
An den übrigen Gleisen mit Bahnsteigen wird der Personenverkehr durchgeführt:
- Gleis 1 (Bahnsteig 1/Hausbahnsteig): einzelne Regionalzüge/Stadtbahnen in/aus Richtung Heilbronn
- Gleis 3 (Bahnsteig 2): Regionalzüge/Stadtbahnen in/aus Richtung Würzburg/Osterburken/Mosbach/Heilbronn
- Gleis 4 (Bahnsteig 2): Regionalzüge/Stadtbahnen in/aus Richtung Würzburg/Osterburken/Mosbach/Heilbronn
- Gleis 5 (Bahnsteig 3): Regionalzüge/Stadtbahnen in/aus Richtung Würzburg/Osterburken/Mosbach/Heilbronn
- Gleis 10 (Bahnsteig 4): Regionalzüge/Stadtbahnen in/aus Richtung Mannheim/Heidelberg/Sinsheim/Heilbronn
- Gleis 11 (Bahnsteig 4): Regionalzüge/Stadtbahnen in/aus Richtung Mannheim/Heidelberg/Sinsheim/Heilbronn

### Bahnsteige
Alle Bahnsteige des Bahnhofs sind sowohl mit Aufzügen als auch mit Treppen ausgestattet. Durch eine Bahnsteighöhe von 55 cm ist der barrierefreie Einstieg in die Bahnen gewährleistet. Ferner befinden sich auf den Bahnsteigen Dynamische Fahrgastinformationssysteme.

### Empfangsgebäude
Im Erdgeschoss des Empfangsgebäudes befinden sich ein Kiosk für Reisebedarf sowie öffentliche Toiletten.
Künftig soll die große Empfangshalle wieder geöffnet werden und neue öffentliche Toiletten und zwei Shops sowie ein Imbiss eingerichtet werden.

### Stellwerk
Im Norden des Bahnhofs befindet sich das Stellwerk Jf, im Südwesten das Stellwerk Jw. Beide Stellwerke sind Elektromechanische Fahrdienstleiterstellwerke der Bauart E 43/50. Die dortigen Fahrdienstleiter und Weichenwärter sind für den Bahnverkehr um Bad Friedrichshall verantwortlich.

### Parkplätze
Auf der Südseite des Bahnhofs gibt es eine Park+Ride-Anlage mit 165 Stellplätzen, welche durch die Stadt Bad Friedrichshall betrieben wird. Am Bahnhofsplatz, gegenüber der Bushaltestellen, gibt es eine kleine Zahl von Kurzzeitparkplätzen sowie drei Taxistellplätze.

## Verkehr

### Personenverkehr
Seit der Einstellung der InterRegio-Verbindung „Rennsteig“ mit den Zugnummern IR 2402/IR 2403 zum 9. Juni 2001 wird der Bad Friedrichshaller Hauptbahnhof nicht mehr von Fernzügen, sondern ausschließlich durch den Regionalverkehr bedient. Seit Dezember 2014 halten auch die Linien S41 und S42 der Stadtbahn Heilbronn in Bad Friedrichshall Hbf.
| Linie                   | Linienverlauf | Verkehrsangebot                            |
| ----------------------- | --- | ------------------------------------------ |
| Regional-Express RE 8   | Würzburg – Lauda – Osterburken – Bad Friedrichshall Hbf – Neckarsulm – Heilbronn – Bietigheim-Bissingen – Ludwigsburg – Stuttgart                                                                             | 60-Minuten-Takt                            |
| Regional-Express RE 10a | Mannheim – Heidelberg – Eberbach – Mosbach-Neckarelz – Bad Friedrichshall Hbf – Neckarsulm – Heilbronn | 120-Minuten-Takt (alternierend mit RE 10b) |
| Regional-Express RE 10b | Mannheim – Heidelberg – Meckesheim – Sinsheim (Elsenz) – Bad Friedrichshall Hbf – Neckarsulm – Heilbronn | 120-Minuten-Takt (alternierend mit RE 10a) |
| Metropolexpress MEX 18  | Osterburken – Möckmühl – Bad Friedrichshall Hbf – Neckarsulm – Heilbronn – Bietigheim-Bissingen – Ludwigsburg – Stuttgart (– Tübingen)                                                                        | 60-Minuten-Takt                            |
| Stadtbahn S 41          | Heilbronn Hbf/Willy-Brandt-Platz – Heilbronn Harmonie – Technisches Schulzentrum – Heilbronn Kaufland – Neckarsulm – Bad Friedrichshall Hbf – Mosbach-Neckarelz – Mosbach (Baden)                             | 60-Minuten-Takt                            |
| Stadtbahn S 42          | Heilbronn Hbf/Willy-Brandt-Platz – Heilbronn Harmonie – Technisches Schulzentrum – Heilbronn Kaufland – Neckarsulm – Bad Friedrichshall Hbf – Bad Wimpfen – Bad Rappenau – Steinsfurt – Sinsheim (Elsenz) Hbf | 30-Minuten-Takt                            |

(Stand 2025)
DB Regio Stuttgart (bis 2022 Abellio Baden-Württemberg bzw. SWEG Bahn Stuttgart) betreibt seit Dezember 2019 die Regional-Express-Verbindungen nach Mannheim sowie den Metropolexpress Osterburken – Stuttgart mit Triebzügen des Typs Bombardier Talent 2. Arverio Baden-Württemberg (früher: Go-Ahead) betreibt ebenfalls seit Dezember 2019 den Regional-Express Stuttgart – Würzburg mit Elektrotriebzügen des Typs Stadler Flirt 3.
Die Stadtbahnen der Albtal-Verkehrs-Gesellschaft verkehren mit Zweisystemwagen des Typs ET 2010.
Seit der Betriebsübernahme von Abellio und Go-Ahead am 15. Dezember 2019 war der Hauptbahnhof Bad Friedrichshall der erste Hauptbahnhof, der nicht mehr von Personenzügen der Deutschen Bahn AG angefahren wird – neben dem Bielefelder Hauptbahnhof, der jedoch noch von DB Fernverkehr angefahren wird. Infolge der Insolvenz von Abellio und der Übernahme durch die DB Regio AG halten seit August 2025 wieder Züge der DB Regio.

### Güterverkehr
Der Bad Friedrichshaller Hauptbahnhof ist Rangierbahnhof für die in Neckarsulm befindliche Audi AG und für weitere Industriebetriebe in der Region.
Südlich des Bahnhofs befindet sich die Ausweichanschlussstelle Bad Friedrichshall Salzwerk und der Bahnhof Bad Friedrichshall Audi, nördlich des Bahnhofs befindet sich der Bahnhofsteil Bad Friedrichshall Südzucker.

### Busverkehr
Am Bahnhofsvorplatz befindet sich die Bushaltestelle Hauptbahnhof, an der zeitgleich vier Busse halten können.
Am 19. Juni 2017 wurden neue, barrierefreie Bushaltestellen am Hauptbahnhof in Betrieb genommen. Durch taktile Elemente werden auch sehbehinderte Menschen sicher vom Gleis zum Bus geführt, spezielle Profilsteine sorgen für einen barrierefreien Einstieg in Niederflurfahrzeuge. Außerdem sollen im Herbst gemeinsame Fahrzielanzeiger für Bus und Stadtbahn angebracht werden.
Die Bushaltestelle bietet zahlreiche Umstiegsmöglichkeiten auf folgende Regionalbuslinien:
| 602 | Bad Friedrichshall Hbf – Bad Fr’hall-Kochendorf – Bad Fr’hall-Jagstfeld – Duttenberg – Offenau – Duttenberg – Höchstberg – Gundelsheim (– Böttingen)                    |
| 604 | Bad Friedrichshall Hbf – Bad Fr’hall-Jagstfeld – Offenau – Gundelsheim (– Böttingen)                                                                                    |
| 615 | Bad Friedrichshall Hbf – Bad Fr’hall-Jagstfeld – Untergriesheim – Möckmühl – Adelsheim – Osterburken – Billigheim – Oberschefflenz                                      |
| 625 | Bad Friedrichshall Hbf – Bad Fr’hall-Kochendorf – Bad Fr’hall-Hagenbach – Oedheim – Degmarn (– Stein) – Neuenstadt am Kocher                                            |
| 628 | Bad Friedrichshall Hbf – Bad Fr’hall-Kochendorf – Bad Fr’hall-Hagenbach – Oedheim – Bad Fr'hall-Hagenbach – Bad Fr'hall-Kochendorf – Bad Friedrichshall Hbf (Ringlinie) |
| 691 | F.-v.-Alberti-Gymnasium – Bad Fr’hall-Jagstfeld – Bad Friedrichshall Hbf – Bad Fr’hall-Kochendorf – Plattenwald – Neckarsulm                                            |

Die Linien 602, 604, 615 und 691 werden durch DB Regiobus Stuttgart, die Linien 625 und 628 durch Omnibus-Verkehr Ruoff betrieben.